# Titină

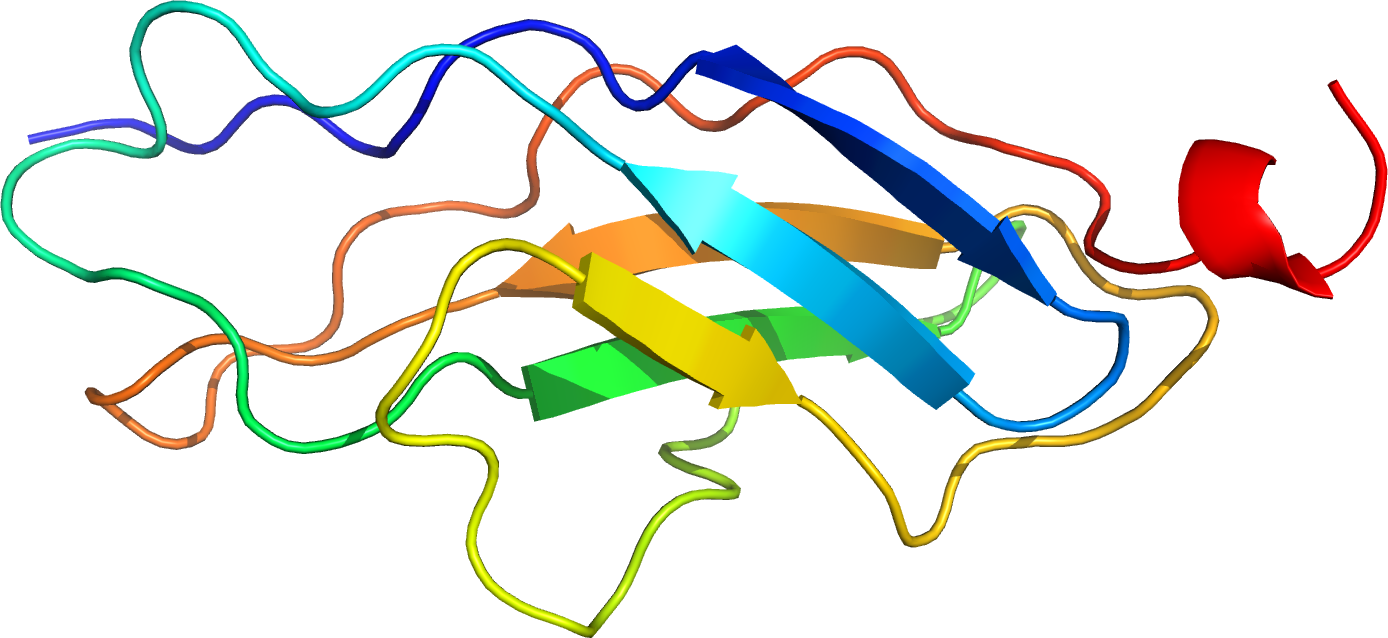
Structura moleculară a proteinei

Titina, denumită și conectină, este o proteină codificată la om de către gena TTN. Este o proteină cu dimensiuni foarte mari, având mai mult de 1 µm în lungime, funcționând ca un arc molecular și fiind astfel responsabilă de elasticitatea pasivă a țesutului muscular. Este formată din 244 domenii proteice individuale, conectate prin secvențe peptidice.
Titina este a treia cea mai abundentă proteină din mușchi (după miozină și actină), iar un om adult conține aproximativ 0,5 kg de titină.  Fiind compusă din ~27,000 până la ~35,000 aminoacizi (depinzând de izoformă), titina este cea mai mare proteină cunoscută. Mai mult, gena care codifică această proteină conține cel mai mare număr de exoni (363) descoperiți într-o singură genă, precum și cel mai mare exon individual (17,106 bp).
Denumirea sa conform nomenclaturii IUPAC este cel mai lung nume din lume.